# Oxetan
Oxetan, hoặc 1,3-propylen oxit, là một hợp chất hữu cơ dị vòng có công thức phân tử là C3H6O, có một vòng bốn nguyên tử với ba nguyên tử cacbon và một nguyên tử oxy.
Thuật ngữ "oxetan" dùng để chỉ bất kỳ hợp chất hữu cơ nào có chứa vòng oxetan.

## Sản xuất
Phương pháp điều chế phổ biến nhất là phản ứng của kali hydroxit với 3-chloropropyl axetat ở 150 °C:
Hiệu suất điều chế oxetan thực hiện theo cách này là 40%, vì quá trình tổng hợp có thể tạo ra nhiều sản phẩm phụ.

## Phân loại

Cấu trúc của paclitaxel, hợp chất có chứa vòng oxetan

Paclitaxel (Taxol, PTX) là một hợp chất hữu cơ có chứa vòng oxetan. Hợp chất này có một cấu trúc bất thường, có chứa một vòng oxetan. Nó đã được ứng dụng trong việc chữa bệnh ung thư. Vòng oxetan trong phân tử paclitaxel đóng vai trò quan trong trong việc liên kết cấu trúc phân tử, tuy nhiên ít ai biết được cách tạo ra paclitaxel trong tự nhiên, vì vậy điều này đã tạo ra một thách thức lớn cho các nhà khoa học đang cố gắng tổng hợp paclitaxel.

### Hợp chất dị vòng chứa oxy khác:
- Pyran
- Furan
- Tetrahydrofuran
- Oxete